# Arhab (huyện)
Huyện Arhab là một huyện thuộc tỉnh San`a', Yemen. Đến thời điểm năm 2003, huyện này có dân số 90038 người